# Platyplectrus obtusiclavatus
Platyplectrus obtusiclavatus är en stekelart som beskrevs av Zhu och Huang 2004. Platyplectrus obtusiclavatus ingår i släktet Platyplectrus och familjen finglanssteklar. Inga underarter finns listade i Catalogue of Life.